# The Freedom Writers Diary
The Freedom Writers Diary: How a Teacher and 150 Teens Used Writing to Change Themselves and the World Around Them è un saggio del 1999 scritto da The Freedom Writers, un gruppo di studenti della Woodrow Wilson High School di Long Beach, in California, e dalla loro insegnante Erin Gruwell. È la base del film del 2007 Freedom Writers, con Hilary Swank.
Era composto dei diari sui quali Erin Gruwell aveva chiesto ai suoi studenti di scrivere sui problemi del loro passato, presente e futuro. Il nome Freedom Writers rende omaggio al nome del gruppo per i diritti civili degli anni '60 Freedom Riders. Dopo aver intercettato un disegno razzista di uno dei suoi studenti, Gruwell ha confrontato il disegno con le tecniche della propaganda nazista. Ha attirato attenzione dagli studenti, MA solo uno di loro aveva sentito parlare dell'Olocausto. Di conseguenza, li ha incaricati a leggere due libri: il Diario del 1947 di Anna Frank e il saggio Zlata's Diary: A Child's Life in Sarajevo del 1992-1993 di Zlata Filipović.
La Freedom Writers Foundation ha continuato con esercizi e filosofie simili a quelli usati nella sperimentazione originale e tiene traccia continua dei progressi nelle lezioni a quel modo impostate. 